# Ktoniska gudar
I mytologin avser ktonisk (av grekiska: χθόνιος, "som hör till jorden", "jordnära") sådant som hör till underjorden, i synnerhet i den grekiska mytologin.
Grekiskans khthon är ett av flera ord för "jord" och det som avses är jordens innanmäte snarare än livet som försiggår på jordens yta (en domän som hör till gaia eller ge) eller "land" (som hör till khora). Ordet frammanar såväl bilder av ett överflöd som av graven.

## Ktonisk kontra olympisk
På svenska har "jordgudar" eller "jordiska gudar" en otydlig innebörd. Khthonie och khthonios hade dock en mer exakt och teknisk innebörd i Grekland och syftade framförallt på offerkulten kring guden.
I den ktoniska kulten slaktades offerdjuren i en bothros, "grop" eller megaron, "nedsänkt kammare". I kulten kring de olympiska gudarna offrades i stället djuren på en bomos, ett "altare". De ktoniska gudarna hade dessutom en förkärlek för svarta offer framför vita och gåvorna brändes vanligen hela innan de begravdes i stället för att tillagas och delas mellan tillbedjarna.

## Överlappande kult och funktion
Visserligen associerades fruktbarhet i allmänhet med de ktoniska gudarna och gudinnorna men de olympiska gudarna var absolut inte likgiltiga inför jordens bördighet. Såväl Demeter som Persefone övervakade fruktbarheten, men kulten som omgav Demeter var olympisk medan Persefones var av ktonisk art. Distinktionen mellan gudarna på berget och de under jorden fördunklas ännu mer då Demeter brukade dyrkas jämte Persefone med identisk kult, men Demeter i myter och dikter framställs som "olympisk".

## Mellan kategorierna
De två gudomliga sfärerna var emellertid inte helt väsensskilda. Några olympiska gudar som Hermes och Zeus kunde föräras ktoniska offer och eptitet på vissa platser och beroende på var man befann sig kunde människor som upphöjts till gudar, som Herakles och Asklepios, tillbedjas som antingen gudar eller som ktoniska hjältar.
Några gudar låter sig över huvud taget inte klassificeras efter dessa begrepp. Till Hekate offrade man till exempel hundvalpar vid vägskäl, dvs en allt annat än olympisk kult, men heller inte den typ av kult man associerade med Persefone eller hjältarna. På grund av sina underjordiska uppgifter brukade emellertid Hekate klassas som en ktonisk gudomlighet.